# Frihedspartiet Korea
Frihedspartiet Korea (자유한국당) er et konservativt politisk parti i Sydkorea. Partiet blev stiftet som Det store nationalparti (한나라당) den 21. november 1997, og skiftede navn den 13. februar 2012 til Saenuri-partiet. Det koreanske saenuri betyder "ny verden".. Partiet skiftede navn til Frihedspartiet Korea den 13. februar 2017 '.
Partiet er tilhænger af markedsøkonomi og frihandel, entreprenørskab, økonomisk udvikling i samarbejde med chaebolerne, reduktion i skatten og offentlige udgifter og en styrket alliance med USA, Japan og andre vestlige lande. Partiet ønsker distancering fra Rusland og Kina og en hårdere linje overfor Nordkorea. Partierne er oftest løse koalissioner i sydkoreansk politik, og Saenuri er det ældste af nutidens partier. I juni 2012 havde partiet omkring 2,2 millioner registrerede medlemmer.
Partiet fik rent flertal ved parlamentsvalgene til Sydkoreas nationalforsamling i 2008 og 2012, men har efter sidste valg mistet sin majoritet efter tre udmeldinger. Lee Myung-bak fra Saenuri har været landets præsident siden 2008. Nyvalgte Park Geun-hye bliver indsat som præsident i februar 2013. Partileder siden juni 2012 er Hwang Woo-yea.